# Amerikai varjú
Az amerikai varjú (Corvus caurinus) a madarak osztályának verébalakúak (Passeriformes) rendjébe és a varjúfélék (Corvidae) családjába tartozó faj.

## Rendszerezése
A fajt Spencer Fullerton Baird amerikai természettudós és ornitológus írta le 1858-ban, a rövidcsőrű varjú (Corvus brachyrhynchos) alfajaként Corvus brachyrhynchos caurinus néven.

## Előfordulása
A Csendes-óceán északnyugati részén, Kanada és az Amerikai Egyesült Államok partjainál honos. Természetes élőhelyei a sziklás, kavicsos és homokos tengerpartok, de városi környezetben is megtalálható. Állandó, nem vonuló faj.

## Megjelenése
Testhossza 45 centiméter, testtömege 340-458 gramm. Tollazata irizáló fekete, kékes-lilás a feje, a nyaka, a háta, a szárnyai, és a farka.
|  |

## Életmódja
Mindenevő, kisebb gerinctelenekkel, a parton található szeméttel, dögökkel és gyümölcsökkel táplálkozik. Tengeri sünt és csigákat is fogyaszt. A nagyobb tengeri csiga (Busycon carica) héját nem tudja feltörni a csőrével, ezért a levegőből sziklára ejtve, jut hozzá a tartalmához.

## Szaporodása
Fészekalja 3-6 tojásból áll.

## Természetvédelmi helyzete
Az elterjedési területe nagyon nagy, egyedszám pedig növekszik. A Természetvédelmi Világszövetség Vörös listáján nem fenyegetett fajként szerepel.